# Швед Петро Іванович
Петро Іванович Швед (біл. Пётр Іванавіч Швед; нар. 19 вересня 1934, село Шантирово, Міорський район, Вітебська область, Білоруська РСР — пом. 5 березня 2003) — білоруський радянський хімік, ректор Новополоцького політехнічного інституту (1976—1986). Лауреат Державної премії СРСР (1973). Кандидат технічних наук, доцент.

## Біографія
Народився 19 вересня 1934 року в селі Шантирово Міорського району Вітебської області Білоруської РСР в селянській родині.

## Діяльність
1950–1952 рр. — учень Ремісничого училища № 13 Міністерства трудових резервів і школи робітничої молоді № 11 (м. Ленінград).
1952–1953 рр. — робітник суднобудівного заводу імені А. Марті (м Ленінград), студент вечірнього факультету Ленінградського кораблебудівного інституту.
1953–1958 рр. — курсант Ленінградського вищого військово-морського училища інженерів зброї (хімічний факультет, спеціальність «інженер-хімік»).
1958–1960 рр. — служба в ВМФ СРСР (м. Лієпая, Латвійська РСР).
1960–1962 рр. — старший інженер, начальник лабораторії СКБ Мікроелектроніки (м. Ленінград).
1962–1974 рр. — начальник лабораторії, начальник відділу, заступник директора з наукової роботи (1971—1974) НДІ електронних матеріалів Міністерства електронної промисловості СРСР (м. Орджонікідзе).
1968 р. — присуджено науковий ступінь кандидата технічних наук (тема дисертації «Вплив деяких факторів на захист кремнієвих безкорпусних напівпровідникових приладів для мікросхем»).
1971 р. — присвоєно вчене звання доцента.
1974-1976 рр. — проректор з наукової роботи Новополоцького політехнічного інституту.
8 квітня 1976 року — 25 жовтня 1986 року — ректор Новополоцького політехнічного інституту..
1986–1994 рр. — завідувач кафедри хімії Новополоцького політехнічного інституту (з 1993 — Полоцького державного університету).
З 1994 р. — на пенсії.

## Нагороди
- Медаль «За трудову відзнаку» (1966)
- Лауреат Державної премії СРСР (1973) «за розробку технології, конструкції, матеріалів, високопродуктивного складального обладнання, організацію масового виробництва високочастотних транзисторів в пластмасовому корпусі для радіоелектронної апаратури широкого застосування».